# コインパーキング
コインパーキングとは、不特定多数の利用者が空いている車室に駐車し、利用した時間分の料金を支払う駐車場である。時間貸駐車場（じかんがしちゅうしゃじょう）とも呼ばれる。なお、コインパーキングは和製英語であり、英語では Pay parking lots などと呼ばれる。

## 概要
24時間無人で時間貸しする場合が多い。屋外と屋内のタイプがあり、ロック装置や駐車施設の出入口ゲートと精算機を連動させて車両と料金を管理する。
ロック方式は車両を停めると、車室の中央部や前方に乗り越え不可能な阻害物が屹立する。精算機で利用した車室の料金を精算すると、阻害物は格納されて出庫が可能となる。「コイン」パーキングと名がついているが、近年ではクレジットカードや電子マネー・QRコード決済が使える駐車場や、法人向けの後払いサービスを行っている事業者も多い。
ゲート方式は、入庫時に発券する駐車券で利用時間と料金を、施設出入り口ゲートで車両の入出庫を、それぞれ管理する。近年では、ナンバープレートを読取り、駐車券の発券を省略したり、駐車券とナンバープレート情報を連動させ、事前精算した場合は出庫時自動でゲートを開閉する駐車場もある。
他にも、ロックやゲートを設置しない方式として、駐車場に設置されたカメラによってナンバープレートを読取り、それにより駐車時間を管理するもの（上記ゲート式とは別のもの）、パーキングチケット発給機を設置し、チケットに印字された有効時間内駐車できるもの、鍵付きの料金箱を設置して、その中に料金と駐車した車両のナンバーを記載した用紙を投入するものなどがある。

## 日本の現状
企業、団体、個人などの遊休地の有効活用策として設置が増加したが、2006年（平成18年）6月1日の道路交通法改正で駐車監視員業務が規定され、駐車違反の確認を回避する利用が増加した。
運営会社が敷地を借り上げて営業するほかに個人経営も増加している。
コインパーキングで高額な駐車料金を請求をされるのが問題となっている。例えば「1日500円と看板で掲載されていても、翌日からは1時間100円などと料金形態が変化することが看板の小さい文字や裏面に掲載されている。」など看板詐欺ともいえるコインパーキングが増えている。国民生活センターも「一見しただけでは利用条件が分かりにくい表示も一因」として注意喚起をしている。
商業施設の駐車場では維持管理費用を賄う、長時間駐車を抑止するなどの理由でコインパーキング方式を採用している場合がある。このようなところでは施設内店舗の利用者やクレジットカード会員に対し料金を割引・無料サービスを行うことが多い。また、野球場やイベント会場に近接しているなどで多くの目的外駐車が見込まれる場合は事実上周辺施設の利用者にも開放する料金体系になっていることもあるが、中には目的外駐車を抑止するために商業施設以外での利用と認められた場合は加算料金を課すこともある（イオンモールナゴヤドーム前、ららぽーと甲子園、MARK IS 福岡ももちなど）。

## 主なメーカー
- 日本信号
- 三菱プレシジョン
- アマノ
- パーキングソリューションズ（元・テクニカル電子）
- サニカ
- カーコム（元・カーテック）
- バンテック
- 日本パーク
- I-Tech（アイテック）

## 主なコインパーキング運営会社
- アップルパーク
- タイムズ（パーク24）
- 三井のリパーク（三井不動産リアルティ）
- NPC24H（日本パーキング）
- PEN（三菱地所リアルエステートサービス）
- D-Parking（大和ハウスパーキング）
- ユニマットパーキング（ユニマットホールディング）
- あなぶきパーク（穴吹ハウジングサービス）
- ザ・パーク（第一興商）
- ダイイチパーク（第一交通産業）
- エースパーク（エースマネージメント）
- ブレイクパーキング（クレスト、おきなわブレイク）
- えんパーク
- アットパーク（アマノマネジメントサービス）
- 日本システムバンク
- パートナ
- 日本駐車場メンテナンス
- 日本駐車場開発
- 駐車場綜合研究所
- トラストパーク
- NTTル・パルク
- APパーク（NTT西日本アセット・プランニング）
- 名鉄協商パーキング（名鉄協商）
- コインパーク
- ナビパーク
- One Park・Park-it!（イチネンパーキング）